# Korytarz armat w Oradei
Korytarz armat (rum. Șirul Canonicilor) – zabytkowy zespół budynków wraz z arkadowymi podcieniami zlokalizowany w rumuńskim mieście Oradea przy Strada Șirul Canonicilor, w pobliżu dworca kolejowego i katedry katolickiej.

## Historia i architektura

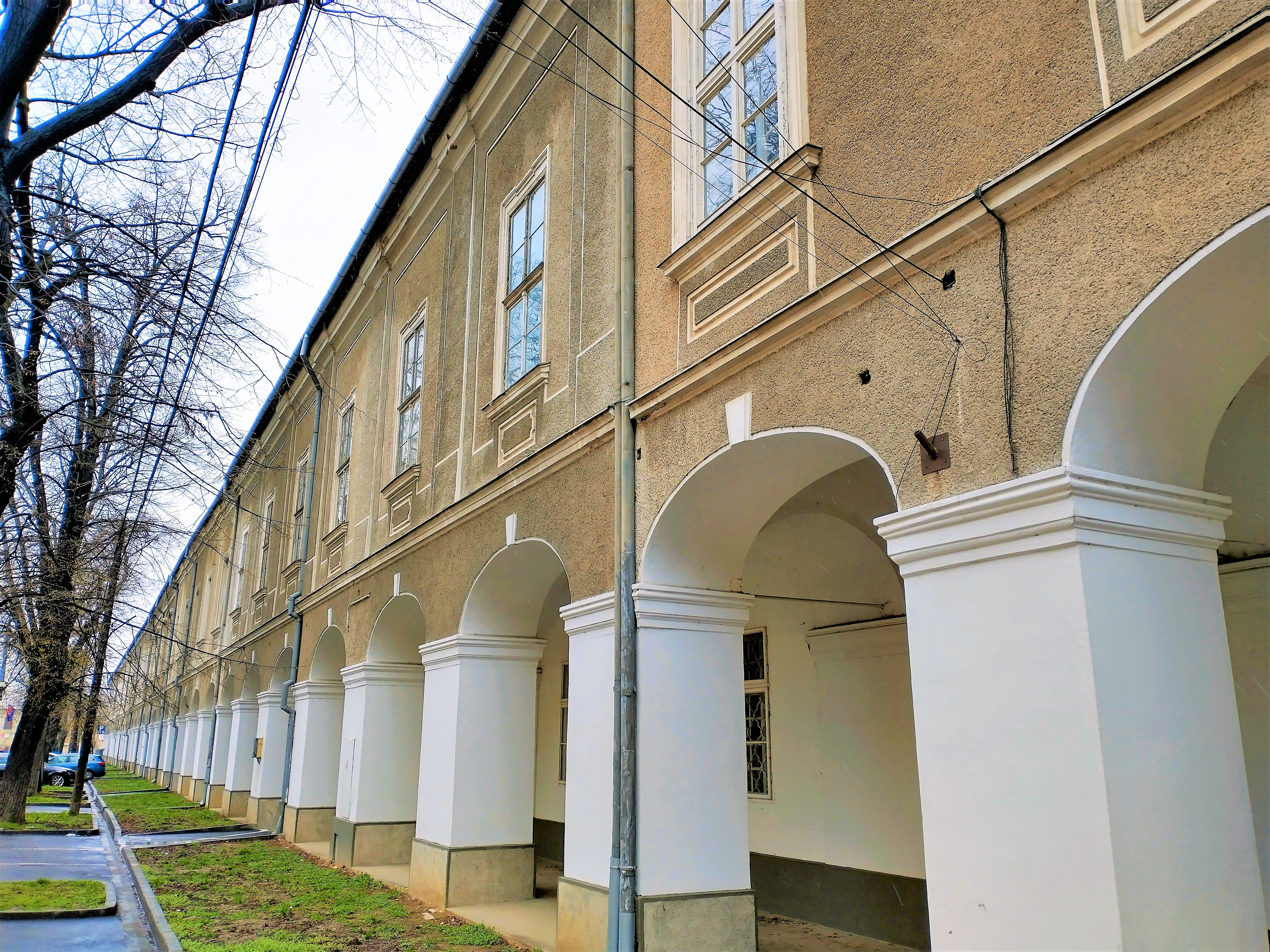
Widok z zewnątrz

Zespół architektoniczny wzniesiony w latach 1750-1875 składa się z dziesięciu niezależnych od siebie budynków, zbudowanych obok siebie w różnych okresach. Z niewielkimi wyjątkami łączy je ze sobą styl arkadowej elewacji, który pozostał jednolity. Zarówno projektanci, jak i budowniczowie zespołu pozostają nieznani, choć część dzieła przypisuje się austriackiemu architektowi, Franzowi Antonowi Hillebrandtowi. Charakterystyczny dla zespołu jest rząd łuków tworzących parter kompleksu – jednolity stylistycznie i architektonicznie, połączony 56 (lub 57) arkadami. Całość utrzymana jest w skromnym stylu barokowym, bez bogatej ornamentyki.
W swoich dziejach zespół miał wielu najemców, bądź mieszkańców. Należeli do nich m.in.: historycy György Pray (jezuita) i Vilmos Fraknói, czy archeolodzy István Schönvizner i Flóris Rómer.